# BRF (Unternehmen)
BRF (früher Brasil Foods) ist ein brasilianisches Unternehmen der Lebensmittelbranche mit Firmensitz in Itajaí.
Geleitet wird das Unternehmen von Luiz Fernando Furlan, Nildermar Secches und José Antonio Fay (CEO). Das Unternehmen entstand 2009 aus einer Fusion der brasilianischen Lebensmittelhersteller Perdigão und Sadia. 2014 veräußerte BRF seine Milchproduktesparte für umgerechnet 805 Mio. US-Dollar an die vom französischen Molkereikonzern Lactalis kontrollierte italienische Parmalat-Gruppe.
Im Mai 2025 gaben BRF und der ebenfalls brasilianische Konkurrent Marfrig bekannt, zu MBRF zu fusionieren.